# Thalassodes vivida
Thalassodes vivida är en fjärilsart som beskrevs av Louis Beethoven Prout 1922. Thalassodes vivida ingår i släktet Thalassodes och familjen mätare. Inga underarter finns listade i Catalogue of Life.